# Tomáš Košút
Tomáš Košút (Piešťany, 13 gennaio 1990) è un calciatore slovacco, difensore dello Zličín.

## Caratteristiche tecniche
È un difensore centrale.

## Carriera

### Club
Cresce calcisticamente nel Piešťany squadra della sua città natale, nel 2004 passa al Nitra con cui fa tutta la trafila delle giovanili fino ad arrivare in prima squadra nella stagione 2008-09, la stagione successiva viene acquistato dai cechi dello Sparta Praga che lo inserisce nella formazione giovanile giocando nel corso della stagione 9 incontri. A febbraio 2010 viene ingaggiato dallo Slovácko club militante nella massima serie ceca con cui rimane sette stagioni divenendo un giocatore chiave per il reparto difensivo del club giocando 158 partite e segnando 10 reti, nell'estate 2017 si trasferisce in Polonia all'Arka Gdynia detentore della coppa nazionale. Il 7 luglio vince la Supercoppa polacca contro il Legia Varsavia ma a causa di un infortunio rimediato nella preparazione estiva non riesce a giocare nemmeno un minuto limitandosi a venire convocato saltuariamente così il 2 febbraio 2018 si accasa all'Honvéd club campione in carica d'Ungheria firmando un contratto annuale. Il 21 febbraio all'esordio con il club di Kispest nell'andata di Magyar Kupa contro il Siófok segna la sua prima rete in occasione del momentaneo 1-0 nella partita che finirà poi 2-2. Al termine della stagione dopo 7 presenze in campionato e nessun gol non viene riscattato dall'Honvéd restando svincolato.

### Nazionale
Debutta con la nazionale slovacca nel 2006 giocando un incontro con l'Under-17, nel biennio 2008-2009 gioca costantemente nell'Under-19 raccogliendo 14 presenze e un gol, mentre dal 2010 al 2012 è stato un punto fermo della difesa dell'Under-21 con cui ha giocato alcune gare di qualificazione per l'europeo di categoria del 2013 mettendo insieme 11 presenze.

## Statistiche

### Presenze e reti nei club
Statistiche aggiornate al 2 luglio 2018.
| Stagione        | Squadra         | Campionato      | Campionato | Campionato | Coppe nazionali | Coppe nazionali | Coppe nazionali | Coppe continentali | Coppe continentali | Coppe continentali | Altre coppe | Altre coppe | Altre coppe | Totale | Totale |
| Stagione        | Squadra         | Comp            | Pres       | Reti       | Comp            | Pres            | Reti            | Comp               | Pres               | Reti               | Comp        | Pres        | Reti        | Pres   | Reti   |
| --------------- | --------------- | --------------- | ---------- | ---------- | --------------- | --------------- | --------------- | ------------------ | ------------------ | ------------------ | ----------- | ----------- | ----------- | ------ | ------ |
| 2008-2009       | Nitra           | SL              | 2          | 0          | CS              | 0               | 0               | -                  | -                  | -                  | -           | -           | -           | 2      | 0      |
| 2009-feb. 2010  | Sparta Praga    | 2.L             | 9          | 0          | -               | -               | -               | -                  | -                  | -                  | -           | -           | -           | 9      | 0      |
| feb.-giu. 2010  | Slovácko        | 1.L             | 12         | 0          | CRC             | -               | -               | -                  | -                  | -                  | -           | -           | -           | 12     | 0      |
| 2010-2011       | Slovácko        | 1.L             | 23         | 2          | CRC             | 0               | 0               | -                  | -                  | -                  | -           | -           | -           | 23     | 2      |
| 2011-2012       | Slovácko        | 1.L             | 21         | 1          | CRC             | 1               | 0               | -                  | -                  | -                  |             | -           | -           | 22     | 1      |
| 2012-2013       | Slovácko        | 1L              | 17         | 2          | CRC             | 4               | 0               | -                  | -                  | -                  | -           | -           | -           | 21     | 2      |
| 2013-2014       | Slovácko        | 1L              | 28         | 3          | CRC             | 3               | 0               | -                  | -                  | -                  | -           | -           | -           | 31     | 3      |
| 2014-2015       | Slovácko        | 1L              | 25         | 0          | CRC             | 4               | 2               | -                  | -                  | -                  | -           | -           | -           | 29     | 2      |
| 2015-2016       | Slovácko        | 1L              | 17         | 1          | CRC             | 0               | 0               | -                  | -                  | -                  | -           | -           | -           | 17     | 1      |
| 2016-2017       | Slovácko        | 1L              | 15         | 1          | CRC             | 1               | 0               | -                  | -                  | -                  | -           | -           | -           | 16     | 1      |
| Totale Slovácko | Totale Slovácko | Totale Slovácko | 158        | 10         |                 | 13              | 2               |                    | -                  | -                  |             | -           | -           | 171    | 12     |
| 2017-feb. 2018  | Arka Gdynia     | EK              | 0          | 0          | CP              | 0               | 0               | UEL                | 0                  | 0                  | SP          | 0           | 0           | 0      | 0      |
| feb.-giu. 2018  | Honvéd          | NBI             | 7          | 0          | MK              | 2               | 1               | UCL                | -                  | -                  | -           | -           | -           | 9      | 1      |
| Totale carriera | Totale carriera | Totale carriera | 176        | 10         |                 | 15              | 3               |                    | 0                  | 0                  |             | 0           | 0           | 191    | 13     |

## Palmarès

### Club

#### Competizioni nazionali
- Supercoppa di Polonia: 1

Arka Gdynia: 2017
- Coppa di Slovacchia: 1

Spartak Trnava: 2018-2019